# Liste der Bodendenkmäler in Freising
Auf dieser Seite sind die Bodendenkmäler in der oberbayerischen Großen Kreisstadt Freising zusammengestellt. Diese Tabelle ist eine Teilliste der Liste der Bodendenkmäler in Bayern. Grundlage ist die Bayerische Denkmalliste, die auf Basis des Bayerischen Denkmalschutzgesetzes vom 1. Oktober 1973 erstmals erstellt wurde und seither durch das Bayerische Landesamt für Denkmalpflege geführt wird. Die folgenden Angaben ersetzen nicht die rechtsverbindliche Auskunft der Denkmalschutzbehörde.

## Bodendenkmäler in Freising
| Lage       | Objekt                                                                                       | Akten-Nr.     | Bild |
| ---------- | -------------------------------------------------------------------------------------------- | ------------- | ---- |
| (Standort) | Siedlung des Früh- und Jungneolithikums (Linearbandkeramik, Münchshöfener Kultur)            | D-1-7536-0001 |      |
| (Standort) | Siedlung der Bronzezeit sowie befestigte Höhensiedlung der Hallstattzeit.                    | D-1-7536-0014 |      |
| (Standort) | Grabhügel mit Bestattungen der Bronzezeit und der Hallstattzeit.                             | D-1-7536-0017 |      |
| (Standort) | Siedlung vorgeschichtlicher Zeitstellung, u. a. des Neolithikums.                            | D-1-7536-0018 |      |
| (Standort) | Siedlung vorgeschichtlicher Zeitstellung.                                                    | D-1-7536-0019 |      |
| (Standort) | Siedlung der Latènezeit und der römischen Kaiserzeit.                                        | D-1-7536-0020 |      |
| (Standort) | Grabhügel vorgeschichtlicher Zeitstellung.                                                   | D-1-7536-0021 |      |
| (Standort) | Siedlung der Hallstattzeit und der Latènezeit.                                               | D-1-7536-0024 |      |
| (Standort) | Siedlung der Bronzezeit.                                                                     | D-1-7536-0027 |      |
| (Standort) | Untertägige mittelalterliche und frühneuzeitliche Befunde im Bereich der Kath. Spitalkirche  | D-1-7536-0106 |      |
| (Standort) | Untertägige mittelalterliche und frühneuzeitliche Befunde im Bereich von Kloster Neustift    | D-1-7536-0108 |      |
| (Standort) | Untertägige mittelalterliche und frühneuzeitliche Siedlungsteile des historischen Stadtkerns | D-1-7536-0110 |      |
| (Standort) | Verebnete Grabhügel mit Bestattungen der mittleren Bronzezeit.                               | D-1-7536-0111 |      |
| (Standort) | Untertägige mittelalterliche und frühneuzeitliche Befunde im Bereich der Kath. Kirche        | D-1-7536-0117 |      |
| (Standort) | Siedlung vorgeschichtlicher Zeitstellung.                                                    | D-1-7536-0118 |      |
| (Standort) | Untertägige mittelalterliche und frühneuzeitliche Befunde im Bereich der Kath. Kirche        | D-1-7536-0119 |      |
| (Standort) | Siedlung vorgeschichtlicher Zeitstellung.                                                    | D-1-7536-0126 |      |
| (Standort) | Untertägige mittelalterliche und frühneuzeitliche Befunde im Bereich der Kath. Filialkirche  | D-1-7536-0144 |      |
| (Standort) | Untertägige mittelalterliche und frühneuzeitliche Befunde im Bereich der Kath. Pfarrkirche   | D-1-7536-0157 |      |
| (Standort) | Untertägige frühneuzeitliche Befunde im Bereich des ehem. Hofmarkschlosses                   | D-1-7536-0158 |      |
| (Standort) | Untertägige frühneuzeitlichen Befunde im Bereich der Kath. Wallfahrtskirche                  | D-1-7536-0160 |      |
| (Standort) | Siedlung der Hallstattzeit und der Latènezeit.                                               | D-1-7536-0163 |      |
| (Standort) | Untertägige frühneuzeitliche Befunde im Bereich des ehem. fürstbischöflichen Hofgartens      | D-1-7536-0164 |      |
| (Standort) | Untertägige spätmittelalterliche und frühneuzeitliche Befunde im Bereich der Kath. Kirche    | D-1-7536-0165 |      |
| (Standort) | Siedlung des Frühneolithikums (Linearbandkeramik) und der Bronzezeit.                        | D-1-7536-0166 |      |
| (Standort) | Siedlung der Latènezeit.                                                                     | D-1-7536-0167 |      |
| (Standort) | Siedlung vor- und frühgeschichtlicher Zeitstellung.                                          | D-1-7536-0168 |      |
| (Standort) | Abgegangene Rundkirche des Mittelalters und der frühen Neuzeit („St. Peter“)                 | D-1-7536-0261 |      |
| (Standort) | Untertägige spätmittelalterliche und frühneuzeitliche Befunde                                | D-1-7536-0262 |      |
| (Standort) | Untertägige spätmittelalterliche und frühneuzeitliche Siedlungsteile                         | D-1-7536-0263 |      |
| (Standort) | Niederungsburgstall des späten Mittelalters und der frühen Neuzeit                           | D-1-7536-0265 |      |
| (Standort) | Untertägige frühneuzeitliche Befunde im Bereich des abgegangenen Franziskanerklosters        | D-1-7536-0266 |      |
| (Standort) | Abgegangenes Leprosenhaus des späten Mittelalters und der frühen Neuzeit mit Kapelle         | D-1-7536-0268 |      |
| (Standort) | Grabhügel vorgeschichtlicher Zeitstellung.                                                   | D-1-7536-0269 |      |
| (Standort) | Trichtergrubenfeld vor- und frühgeschichtlicher Zeitstellung.                                | D-1-7536-0270 |      |
| (Standort) | Siedlung vorgeschichtlicher Zeitstellung.                                                    | D-1-7536-0271 |      |
| (Standort) | Siedlung der Urnenfelderzeit.                                                                | D-1-7635-0133 |      |
| (Standort) | Siedlung vorgeschichtlicher Zeitstellung, u. a. der Latènezeit.                              | D-1-7635-0180 |      |
| (Standort) | Siedlung und Bestattungsplatz vor- und frühgeschichtlicher Zeitstellung.                     | D-1-7635-0181 |      |
| (Standort) | Siedlung vorgeschichtlicher Zeitstellung.                                                    | D-1-7635-0182 |      |
| (Standort) | Siedlung der Urnenfelderzeit und der Latènezeit.                                             | D-1-7635-0183 |      |
| (Standort) | Erdstall des hohen Mittelalters.                                                             | D-1-7635-0343 |      |
| (Standort) | Siedlung vorgeschichtlicher Zeitstellung.                                                    | D-1-7636-0059 |      |
| (Standort) | Verebnete Grabhügel vorgeschichtlicher Zeitstellung.                                         | D-1-7636-0060 |      |
| (Standort) | Abschnittsbefestigung des frühen Mittelalters.                                               | D-1-7636-0062 |      |
| (Standort) | Siedlung vor- und frühgeschichtlicher Zeitstellung.                                          | D-1-7636-0063 |      |
| (Standort) | Siedlung vor- und frühgeschichtlicher Zeitstellung.                                          | D-1-7636-0066 |      |
| (Standort) | Straße der römischen Kaiserzeit.                                                             | D-1-7636-0067 |      |
| (Standort) | Siedlung vor- und frühgeschichtlicher Zeitstellung.                                          | D-1-7636-0068 |      |
| (Standort) | Verebnetes Grabenwerk vor- und frühgeschichtlicher Zeitstellung.                             | D-1-7636-0072 |      |
| (Standort) | Siedlung des frühen Mittelalters.                                                            | D-1-7636-0073 |      |
| (Standort) | Siedlung der römischen Kaiserzeit.                                                           | D-1-7636-0074 |      |
| (Standort) | Siedlung vor- und frühgeschichtlicher Zeitstellung.                                          | D-1-7636-0097 |      |
| (Standort) | Straße der römischen Kaiserzeit (Teilstück der sog. Isartalstraße).                          | D-1-7636-0138 |      |
| (Standort) | Straße der römischen Kaiserzeit (Teilstück der sog. Isartalstraße).                          | D-1-7636-0139 |      |
| (Standort) | Abgegangene Stiftskirche des Mittelalters und der frühen Neuzeit („Stift St. Veit“)          | D-1-7636-0148 |      |
| (Standort) | Siedlung mit Hofgrablegen des frühen Mittelalters.                                           | D-1-7636-0151 |      |
| (Standort) | Siedlung vor- und frühgeschichtlicher Zeitstellung.                                          | D-1-7636-0154 |      |
| (Standort) | Siedlung vor- und frühgeschichtlicher Zeitstellung.                                          | D-1-7636-0155 |      |
| (Standort) | Untertägige mittelalterliche und frühneuzeitliche Befunde im Bereich des ehem. Klosters      | D-1-7636-0156 |      |
| (Standort) | Siedlung vorgeschichtlicher Zeitstellung, u. a. des Neolithikums und der Latènezeit.         | D-1-7636-0161 |      |
| (Standort) | Siedlung mit Hofgrablegen des frühen Mittelalters.                                           | D-1-7636-0163 |      |
| (Standort) | Untertägige mittelalterliche und frühneuzeitliche Befunde im Bereich der Kath. Filialkirche  | D-1-7636-0167 |      |
| (Standort) | Grabenwerk und Siedlung vorgeschichtlicher Zeitstellung, u. a. der Bronzezeit.               | D-1-7636-0170 |      |
| (Standort) | Untertägige mittelalterliche und frühneuzeitliche Befunde im Bereich der Kath. Domkirche     | D-1-7636-0180 |      |
| (Standort) | Untertägige mittelalterliche und frühneuzeitliche Befunde im Bereich der Kath. Filialkirche  | D-1-7636-0181 |      |
| (Standort) | Untertägige mittelalterliche und frühneuzeitliche Befunde im Bereich der Kath. Filialkirche  | D-1-7636-0182 |      |
| (Standort) | Untertägige mittelalterliche und frühneuzeitliche Befunde im Bereich der Kath. Filialkirche  | D-1-7636-0183 |      |
| (Standort) | Untertägige spätmittelalterliche und frühneuzeitliche Befunde im Bereich der Kath. Kirche    | D-1-7636-0185 |      |
| (Standort) | Abgegangene Kirche des Mittelalters und der frühen Neuzeit („Klosterpfarrkirche“)            | D-1-7636-0190 |      |
| (Standort) | Abgegangene Kirche des Mittelalters und der frühen Neuzeit („St. Ulrich in Pulling“)         | D-1-7636-0192 |      |
| (Standort) | Abgegangene Stiftskirche des Mittelalters und der frühen Neuzeit („St. Andreas“)             | D-1-7636-0199 |      |
| (Standort) | Untertägige spätmittelalterliche und frühneuzeitliche Befunde                                | D-1-7636-0200 |      |
| (Standort) | Untertägige mittelalterliche und frühneuzeitliche Befunde                                    | D-1-7636-0209 |      |
| (Standort) | Untertägige frühneuzeitliche Befunde im Bereich der Kapellenruine St. Korbinian              | D-1-7636-0210 |      |
| (Standort) | Siedlung der römischen Kaiserzeit.                                                           | D-1-7636-0215 |      |